# Villa Commedia

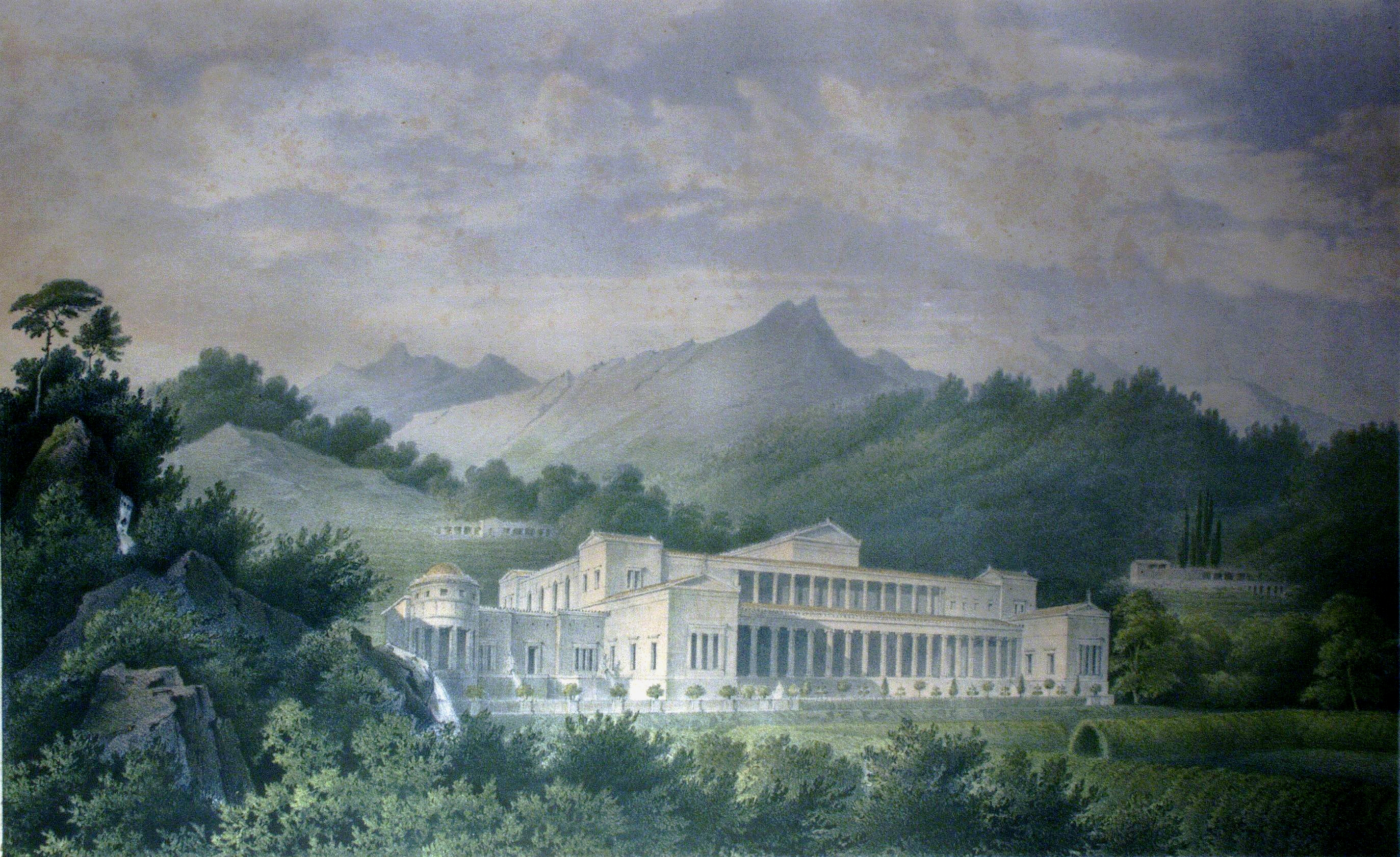
La villa d'Ombrie de Pline, reconstitution imaginaire par Karl Friedrich Schinkel, 1842.

La villa Commedia, connue aussi comme villa Pliniana serait une « villa disparue » du temps de Titus et détenue par Pline le Jeune.

## Histoire
Pline possédait deux villas sur le lac de Côme, la villa Commedia (Comoedia) et la villa Tragedia (Tragoedia), toutes les deux disparues. Il est impossible de déterminer exactement leur localisation ; l'une serait à situer au bord du lac, l'autre sur ses hauteurs.
Le géographe Élisée Reclus aurait identifié la « villa Commedia » dans le village Lierna, surplombant un rocher d'une rive du lac,, d'autres hypothèses la situent plus près du lac, sur les pentes d'un rocher. En 1876, un ancien trottoir romain a été exhumé dans cette zone de Lierna. Celui-ci aurait des liens avec la présence de la villa Commedia de Pline (...l'une de ces deux villas),,.

## Pline décrit ses deux villas sur le lac de Côme
À l'époque romaine une villa est un domaine rural formé par un bâtiment résidentiel principal et une série de bâtiments secondaires constituant le centre administratif d'une exploitation agricole. Par la suite, elle perd ses fonctions et devient un lieu résidentiel.
Pendant l'Empire romain, la villa commedia était à l'origine probablement au centre d'une exploitation agricole puis est devenue une villa urbaine (villae urbanae), lieu de villégiature de Pline.
Pline le Jeune dans ses lettres parle de ses villas, en particulier de la villa Commedia et de la villa Tragedia, en écrivant :
« Au Lac Lario, il y a quelques-unes de mes villas, mais j'aime particulièrement : l'une, en hauteur, sur les rochers, et l'autre semblant toucher le lac. Et j'ai l'habitude de les nommer Villa Tragedia et Villa Commedia ».